# Райхенштайн (замок, Рейнланд-Пфальц)
Райхенштайн (нем. Burg Reichenstein) — замок в долине Среднего Рейна. Также именовался также называемый Фалькенбург. Включен в список Всемирного наследия ЮНЕСКО. Расположен на мысе на восточном склоне леса Бингер в общине Трехтингсхаузен в районе Майнц-Бинген (земля Рейнланд-Пфальц) недалеко от города Бинген.

## История

### Ранний период
Первое документальное упоминание о замке датируется 1213 годом, как владение императорского аббатства Корнелимюнстер в Аахене. Первым кастеляном (или фогтом) называли Филиппа III Боландена. 
В 1282 году немецкий король Рудольф I Габсбург осадил, захватил, а потом разрушил Райхенштайн. Замок, как пристанище рыцарей-разбойников, был запрещено восстанавливать. 
С 1290 года руины находились во владении графов Курпфальца, которые в 1344 году отказались от него в пользу Майнского курфюршества. За этим последовало быстрое восстановление стен и башен. Двойная несущая стена огородила прямоугольную жилую башню и внутренним двором главного замка. К северу от основного замка был построен форбург.

### После XVI века
В XVI веке замок пришёл в упадок. В 1689 году во время Войны за пфальцское наследство уцелевшие укрепления были взорваны.

### XIX и XX века

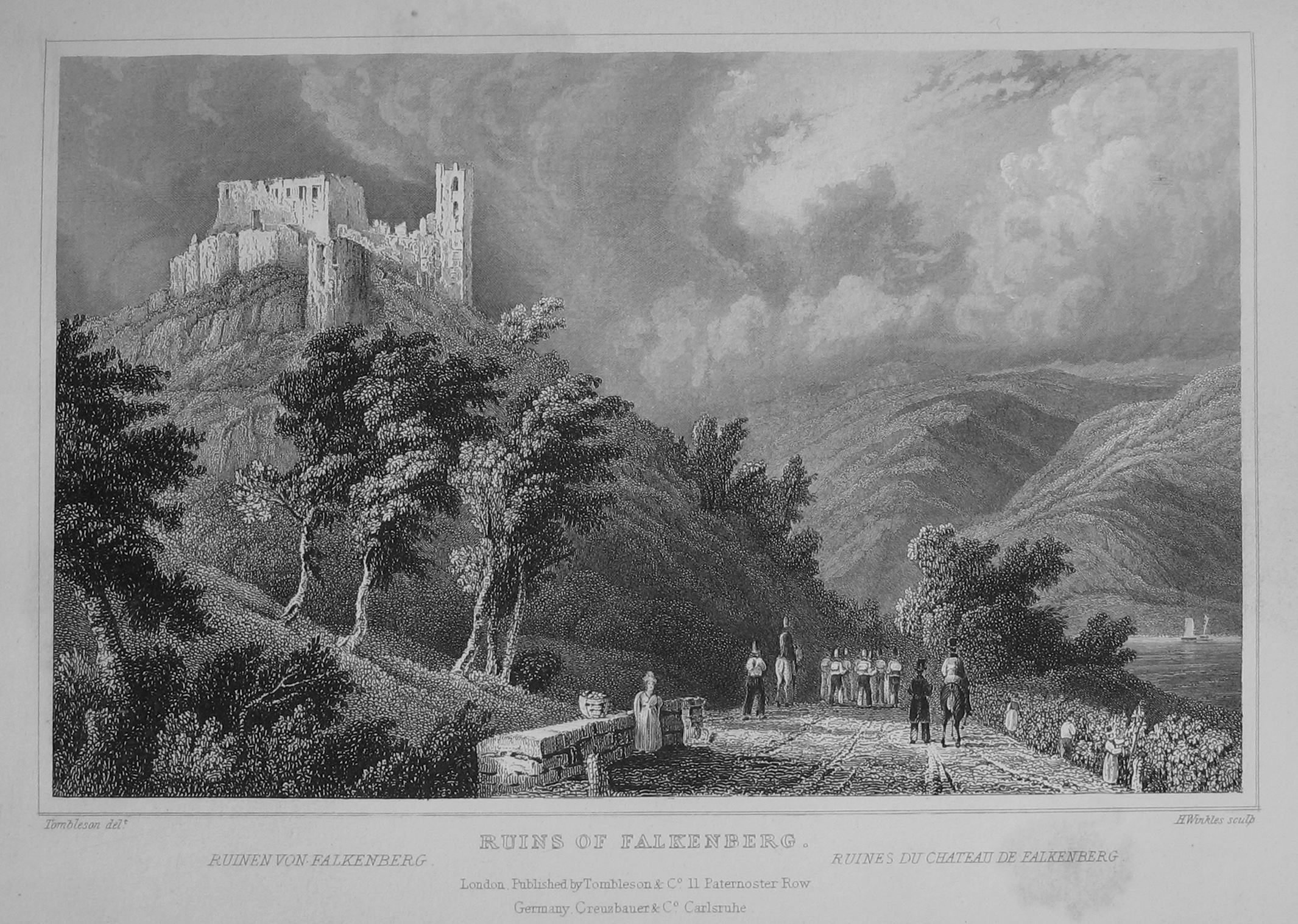
Гравюра 1832 года с изображением руин замка Райхенштайн

В 1834 году Франц Вильгельм фон Барфус купил руины и частично восстановил замок. Главную башню он превратил в свою резиденцию. Его наследники продали замок в 1877 году семье баронов Рефус, а те в свою очередь в 1889 году консулу Чосодовскому.
В конце XIX века замок приобрёл барон Николаус фон Кирш-Пуричелли, богатый промышленник. В период с 1899 по 1902 годы он провёл масштабную реконструкцию. Работы проводил архитектор из Регенсбурга Штребель. Замок был перестроен в неоготический стиле. 
Жилые здания и смотровая башня были построены на территории внешнего форбурга. 
Райхенштейн стал последним замком в долине Среднего Рейна, который перестроили в духе рейнского романтизма.

### Современное состояние
Сегодня в комплексе находится музей с большой коллекцией исторического оружия и доспехов, а также ресторан и отель. 
Замок Райхенштайн — один из участников фестиваля фейерверков «Огни Рейна», который проводится ежегодно. В этом празднике также задействованы замки Клопп, Эренфельс, Райнштайн и др.

## Легенда о безголовом рыцаре-разбойнике
После завоевания замка Райхенштайн в руки короля Рудольфа I попали обитавшие в нём рыцари семейства Гогенфельс: глава рода Дитрих и его девять взрослых сыновей. Король приказал повесить их на деревьях растущих вокруг замка.
Пытаясь спасти своих сыновей, Дитрих фон Гогенфельс заявил, что все преступления (грабежи, изнасилования и убийства) совершал только он. А юноши ничего незаконного не делали. Тогда король сказал, что готов предоставить итоговое решение о судьбе сыновей на усмотрение всевышнего. Рудольф I приказал построить в ряд мололдых людей и сказал, что сколько шагов Дитрих фон Гогенфельс после обезглавливания сумеет сделать, столько его сыновей будут помилованы.
Палач одним ударом меча отсёк голову Дитриха. И случилось невообразимое: окровавленное тело не рухнуло, а стало идти неуверенными шагами вдоль младших представителей рода. Человек без головы медленно двигалось вперед, пока наконец не миновал девятого сына. Только тогда Дитрих рухнул на землю. Король, напуганный страшным зрелищем, распорядился помиловать братьев и затем покинул это место так быстро, как только смог.

## Галерея

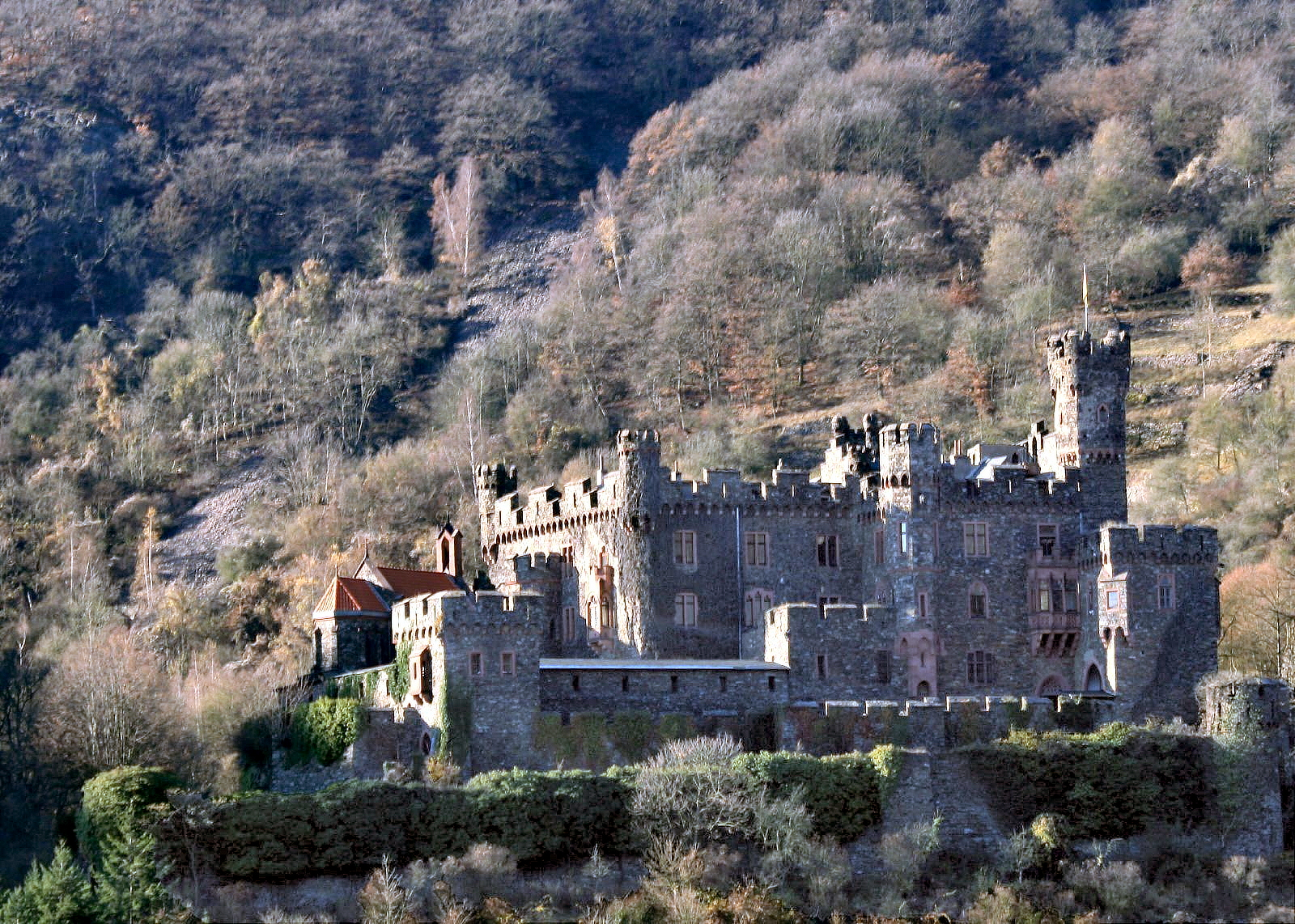
Вид замка с юго-запада
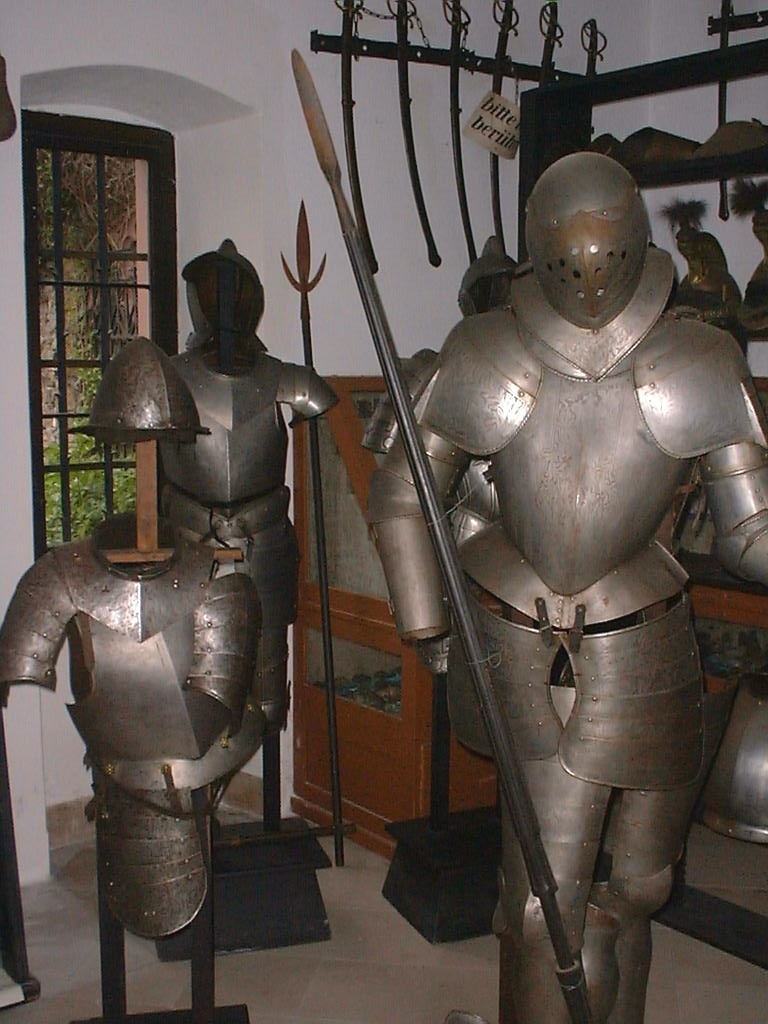
Фрагмент экспозиции внутри замка
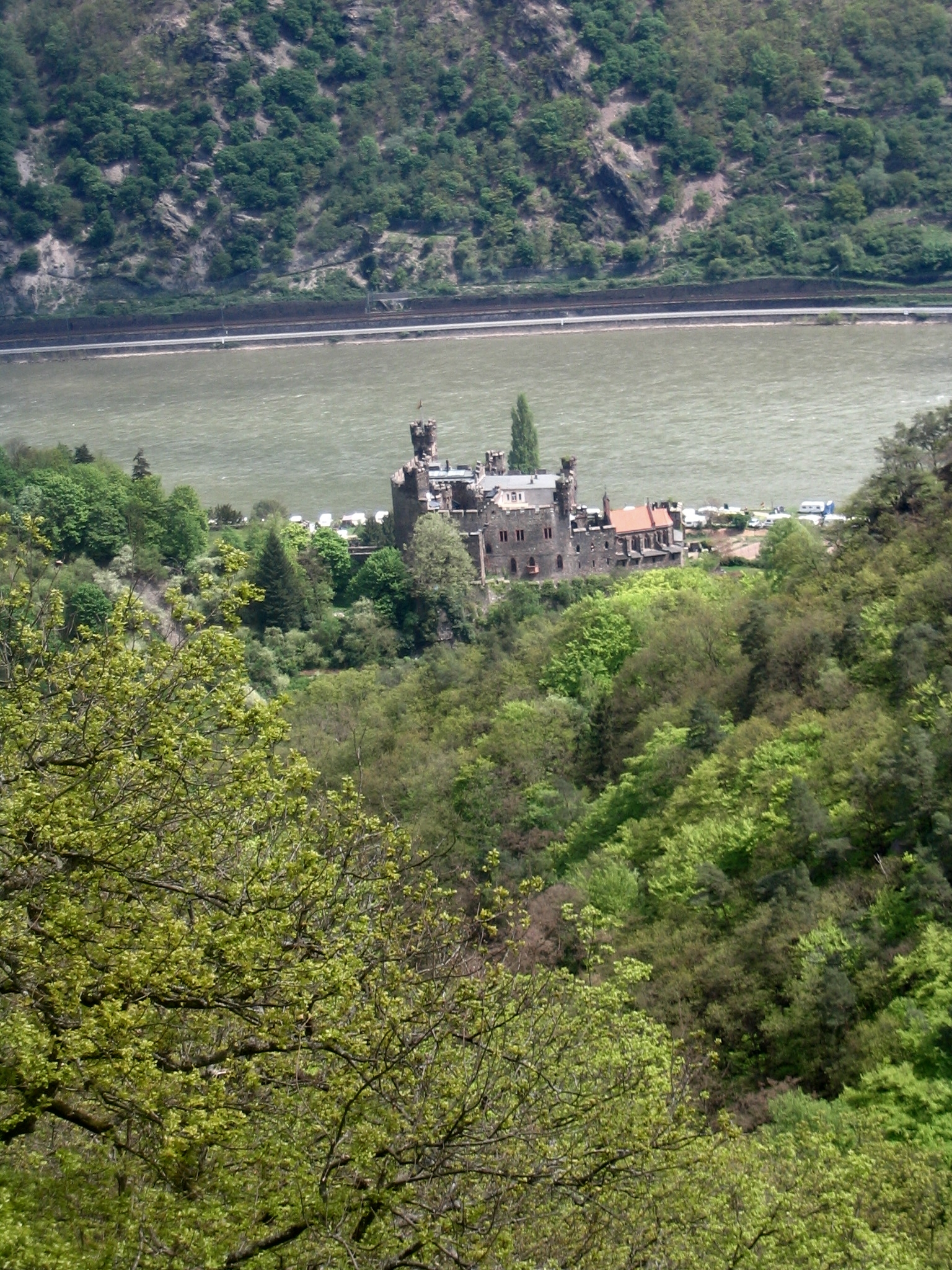
Вид замка и протекающего внизу Рейна
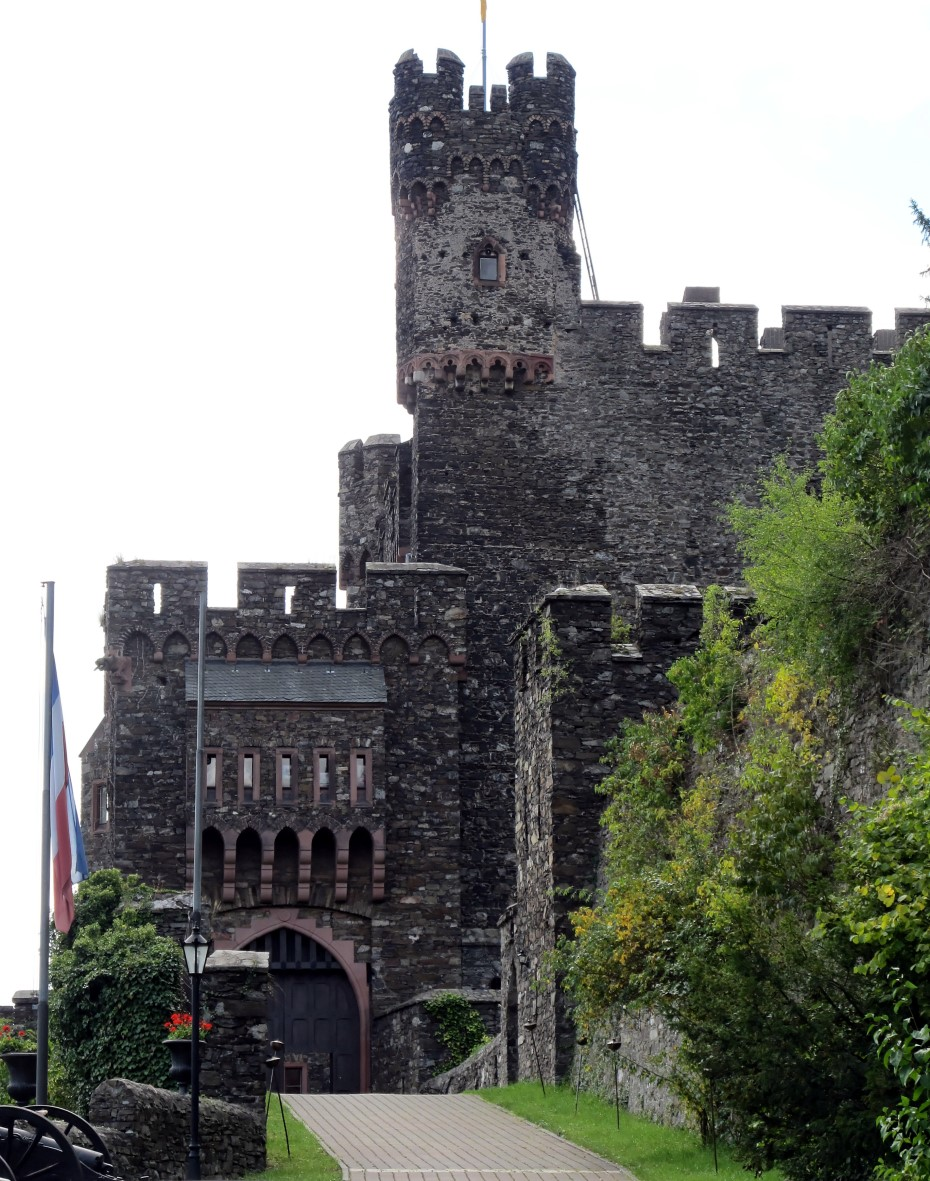
Вход в замок